# 马克·阿拉里
马克·史蒂文·阿拉里（英語：Mark Steven Alarie，1963年12月11日—），美国NBA联盟前职业篮球运动员。他在1986年的NBA选秀中第1轮第18顺位被丹佛掘金选中。